# Березнянский историко-краеведческий музей имени Г. Г. Верёвки
Березнянский историко-краеведческий музей имени Г. Г. Верёвки (укр. Березнянський історико-краєзнавчий музей імені Г. Г. Верьовки) — поселковый краеведческий музей в посёлке городского типа Березна Менского района Черниговской области. В музее находится собрание предметов, документов, фотографий и тому подобное о выдающихся земляках и истории поселка.
Березнянский историко-краеведческий музей имени Г. Г. Веревки находится в нарядной одноэтажной хижине по адресу: ул. Свято-Покровская, 4, пгт Березна (Менский район, Черниговская область, Украина).

## История
Историко-краеведческий музей в Березне как Государственное музейное заведение был открыт 1 января 1981 года. Основателем музея был Борис Драпкин. Длительное время заведение действовало как отдел Черниговского исторического музея. По состоянию на 1990 год в Березнянском историко-краеведческом музее было около 2,5 тысяч музейных экспонатов. В 1995 году к столетию со дня рождения выдающегося композитора и дирижера Григория Веревки (1895-1964), уроженца Березны музею было присвоено имя этого выдающегося украинского деятеля культуры.

## Экспозиция
Березнянский историко-краеведческий музей имени Г. Г. Веревки имеет 3 отдела:
- Мемориальный отдел Г. Г. Веревки — в мемориальном отделе собраны материалы о жизни и деятельности выдающегося композитора Г. Г. Веревки и материалы о хоре, который он создал и которым руководил;
- Исторический отдел — охватывает период со времени основания поселка и заканчивается коллективизацией;
- Отдел Великой Отечественной войны и современности — здесь собраны материалы о земляках-участниках боевых действий и о 16-й гвардейской Башкирской кавалерийской дивизии, освобождавшей Березну от немецко-фашистской оккупации. В этом же зале размещен стенд о настоящем поселка.

В музее среди других экспонатов хранятся личные вещи Г. Г. Веревки (скрипка 1914 года, книги из библиотеки композитора, одежда, бытовые вещи, баян, подаренный средней школе во время последнего приезда в поселок 1964 года) и вещи советского государственного и партийного деятеля Ивана Толстухи.